# 线尾榕
线尾榕（学名：Ficus filicauda）是桑科榕属的植物。分布于印度、缅甸以及中国大陆的西藏、云南等地，生长于海拔2,000米至2,700米的地区，多生长于林中，目前已由人工引种栽培。

## 异名
- Ficus filicauda Hand.-Mazz. var. longipes S. S. Chang
- Ficus longipes Chang